# 仲村トオルの地球サポーター
『仲村トオルの地球サポーター』（なかむらとおるのちきゅうサポーター）は、テレビ東京で放送されていたドキュメンタリー番組である。仲村トオルがMCを務める。略称は「仲村トオルの地球サポ」。提供は外務省、環境省で、地球環境保護やNPO、ODAを推進する立場から、様々な活動などを紹介していた。
2008年4月からは『知花くららの地球サポーター』が放送されている。

## 概要
毎回様々な地球環境破壊や人的被害、自然災害などの映像を見せ、それを仲村のナレーションで綴る。世界各国の自然環境、政府開発活動などを取材していた。仲村はリポーターを兼務する場合もあり、取材レポートがメールマガジンで配信されていた。
放送時刻は若干遅れたりすることもあったが、休止になったことはない。

## 放送時間
- 毎週金曜日 21:54 - 22:00